# Conus parascalaris
Conus parascalaris é uma espécie de gastrópode do gênero Conus, pertencente à família Conidae.